# Griechische Klassik (Philosophie)
Griechische Klassik (früher auch Attische Philosophie) bezeichnet innerhalb der Geschichte der Philosophie die Zeit zwischen den Vorsokratikern und der hellenistisch-römischen Philosophie. Das Zentrum der Griechischen Klassik war Athen, sie dauerte in etwa von 420 v. Chr. bis 300 v. Chr. und fällt in die Epoche der Philosophie der Antike.
Die wichtigsten Philosophen dieser Zeit waren Sokrates, Platon und Aristoteles. Weitere frühe Vertreter waren Aischines von Sphettos und Xenophon.

## Einordnung
Es lassen sich innerhalb der antiken Philosophie mehrere unterschiedliche Epochen anhand von verschiedenen Gesichtspunkten (Zeit, Ort, Strömung usw.) feststellen. Zwar ist man sich bis heute nicht über die allgemeinverbindliche Einteilung der Epochen einig, jedoch ist die hat sich die unten dargestellte Einteilung heute mehr oder weniger durchgesetzt.
|  |  |

### Die Vorsokratiker
Als Vorsokratiker werden alle griechischen Philosophen, die vor Sokrates (470–399 v. Chr.) lebten bzw. wirkten bezeichnet. Darunter fallen auch Philosophen, die noch nicht von Sokrates Wirken beeinflusst wurden. Sie waren der Beginn der heutigen abendländischen Philosophie. Die Vorsokratiker lebten im Zeitraum von etwa 600 bis 350 v. Chr. Zentren waren dabei vor allem griechische Städte im Westen Kleinasiens und Süditaliens. Bedauerlicherweise ist keine einzige Schrift der Vorsokratiker vollständig erhalten. Meist sind die Teile der Schriften in Form von Zitaten in den Werken späterer Philosophen überliefert. Das Hauptthema der Vorsokratiker war die Frage nach dem Ursprung aller Dinge (archē). Auch wurden Themengebiete wie Ethik, Theologie und Politische Philosophie sowie teilweise auch Mathematik und Naturwissenschaften behandelt.

### Hellenistische Philosophie
Als Hellenistische Philosophie werden die philosophischen Lehren zur Zeit des Hellenismus bezeichnet. Somit dauerte diese Epoche vom Tod Alexanders des Großen 323 v. Chr. bis zum Ende des Ptolemäerreichs in Ägypten im Jahr 30 v. Chr. Die beiden wichtigsten Philosophenschulen dieser Zeit sind die Epikurreer und die Stoiker. Sie entwarfen ein neues Prinzip philosophisches System der Naturlehre, Erkenntnistheorie und Ethik. Während die Stoiker die Bedeutung von Gemeinwesen und Pflicht hervorheben, stellen die Epikureer ihre Theorie der Lust ins Zentrum.

## Schulen und Strömungen
Während der griechischen Klassik kam es zu etlichen Schul- und Strömungsbildungen, die teilweise über die griechische Klassik hinaus Bestand hatten. Allerdings handelte es sich bei einigen der bereits von antiken Philosophiehistorikern so bezeichneten Schulen um nachträgliche, möglicherweise nicht historische Konstruktionen, die dazu dienten, mehrere Denker zu Gruppen zusammenfassen.
- Megariker, 5. bis 3. Jahrhundert v. Chr., begründet von Euklid von Megara

- Platonische Akademie, 4. Jahrhundert v. Chr. bis 6. Jahrhundert (mit Unterbrechungen und Neugründungen), begründet von Platon
- Elisch-eretrische Schule, 4. bis 3. Jahrhundert v. Chr., begründet von Phaidon von Elis bzw. Menedemos von Eretria
- Kyrenaiker, 4. bis 3. Jahrhunderts v. Chr., begründet von Aristippos von Kyrene
- Kyniker, 4. Jahrhundert v. Chr. bis 5. Jahrhunderts (mit längeren Unterbrechungen), begründet von Antisthenes
- Peripatos, 4. bis 1. Jahrhundert v. Chr., begründet von Aristoteles

### Megariker
Die Megariker (5. bis 3. Jahrhundert) wurden durch Euklid von Megara, einem Schüler des Sokrates, begründet. Die Lehren der Megariker wurden teilweise von Sokrates abgeleitet und erkannten dabei ein einziges Gut (vermutlich in Kombination mit der eleatischen Einheitslehre) an. Einige Nachfolger des Euklid erschufen dann, durch ihre Arbeiten zur Logik, die dialektische Schule. Ihre Arbeiten hatten einen großen Einfluss auf die Entwicklung der Logik in der Antike. Allerdings kann die Trennung zwischen Megarikern und Dialektikern heute noch nicht ganz nachvollzogen werden.

### Platonische Akademie
Die Platonische Akademie (altgriechisch Άκαδήμεια Akadḗmeia oder Άκαδημία Akadēmía, latinisiert Academia, von Platon in Athen begründet) war die älteste und langlebigste derartige Institution im antiken Griechenland. Ab ca. 387 besaß Platon ein Grundstück bei dem Akademeia genannten Hain des attischen Heros Akademos im Nordwesten von Athen. Hier begann er seine Lehren zu unterrichten und einen Kultbezirk der Musen zu errichten. Mit der Zeit wurde der Name des Hains dann auf die Schule übertragen. Auf diesen Begriff geht auch der neuzeitliche Begriff für wissenschaftliche/künstlerische Hochschulen o. ä. zurück.

### Elisch-eretrishe Schule
Die Elisch-eretrische Schule war eine Strömung der antiken Philosophie im 4. und 3. Jahrhundert v. Chr., die von Phaidon von Elis und Menedemos von Eretria begründet wurde. Phaidon war ein Schüler des Sokrates, der nach dessen Tod nach Elis floh und dort eine philosophische Schule gründete. Menedemos war ein Schüler des Platonikers Euklid von Megara und später des Stilpon von Megara. Er ging nach Eretria auf der Insel Euböa und eröffnete dort eine eigene Schule.
Die elisch-eretrische Schule beschäftigte sich vor allem mit logischen Fragen und lehnte die Ideenlehre Platons ab. Sie vertrat einen monistischen Standpunkt, wonach nur das Seiende existiert und alles andere nur Meinung ist. Sie entwickelte auch eine eristische Dialektik, die darauf abzielte, die Widersprüche in den Aussagen anderer Philosophen aufzuzeigen.
Die Schriften dieser Schule sind verloren gegangen; nur wenige Fragmente und Berichte sind erhalten. Neben Phaidon und Menedemos werden als Nachfolger Moschos sowie einige sonst kaum bekannte Personen genannt, nämlich Anchipylos, Pleistanos, Asklepiades von Phleius, Ktesibios von Chalkis und Pasiphon.

### Kyniker
Die Kyrenaiker waren eine antike philosophische Schule, die von Aristippos von Kyrene im 4. Jahrhundert v. Chr. gegründet wurde. Sie lehrten den Hedonismus, das heißt, dass das Glück des Menschen in der Lust besteht. Sie glaubten auch, dass nur die Sinneswahrnehmungen zuverlässige Quellen der Erkenntnis sind und dass alle anderen Aussagen über die Wirklichkeit unsicher oder bedeutungslos sind. Siehe auch Sensualismus.
Die Kyrenaiker hatten verschiedene Nachfolger und Strömungen, wie die Anniker und die Hegesianer.

### Peripatos
Der Peripatos war die philosophische Schule des Aristoteles, die sich im 4. und 3. Jahrhundert v. Chr. im Lykeion in Athen befand. Der Name leitet sich vom Wandelgang (peripatos) ab, in dem Aristoteles lehrte. Die Schüler des Peripatos befassten sich mit den gleichen Themen wie Aristoteles, wie Logik, Ethik, Physik, Metaphysik und Biologie. Die bekanntesten Vertreter der Schule waren Theophrast, Eudemos von Rhodos und Straton von Lampsakos.